# Cheiragonidae
Cheiragonidae  (лат.) — небольшое семейство крабов, выделяемые в монотипическое надсемейство Cheiragonoidea. Насчитывают три современных вида в двух родах: Erimacrus isenbeckii, Telmessus acutidens и Telmessus cheiragonus. Распространены в северной части Тихого океана.

## История изучения
Впервые семейство выделил в 1893 году американский зоолог Арнольд Эдуард Ортман, который рассматривал в его составе единственный род — Cheiragonus (позднее название признано младшим синонимом Telmessus). С 1920-х по 1970-е представителей этого семейства рассматривали в составе семейства Atelecyclidae. Восстановление группы в ранге семейства произвёл в 1977 году французский карцинолог Даниэль Гино. Основанием для этого послужили необычное для крабов строение личинок и перекрывание половых отверстий самки стернитом головогруди.